# 埃及奧林匹克委員會
埃及奧林匹克委員會（英語：Egyptian Olympic Committee）是埃及的國家奧林匹克委員會。該組織成立於1910年，是國際奧委會和非洲國家奧林匹克委員會聯合會的成員。同時，也是第14個加盟國際奧委會的國家。1912年，首次派員參加在瑞典斯德哥爾摩舉行的夏季奧運會。
現時，埃及奧林匹克委員會的總部設在開羅，主席是Mahmoud Ahmad Ali。

## 資料來源
1. ↑  .   [2014-04-06]. （原始内容存档于2013-11-09）.